# 小溪畔 (1875年)
《小溪畔》（法语：Au bord du ruisseau；英文：At the Edge of the Brook）是法国画家威廉·阿道夫·布格罗创作于1875年的一副油画。画作显示了一农村姑娘恬静地坐在小溪边的石头上的情景。现私人收藏。

## 同名作品
- 小溪畔 (1879年)

## 外部連結
- Web Museum Of Fine Art （页面存档备份，存于）
- Fred Ross, Bouguereau & the Real 19th Century. New York Society of Portrait Artists. 2002 （页面存档备份，存于）
- 臺灣大學網路藝術之西洋名畫欣賞 （页面存档备份，存于）